# C Lab

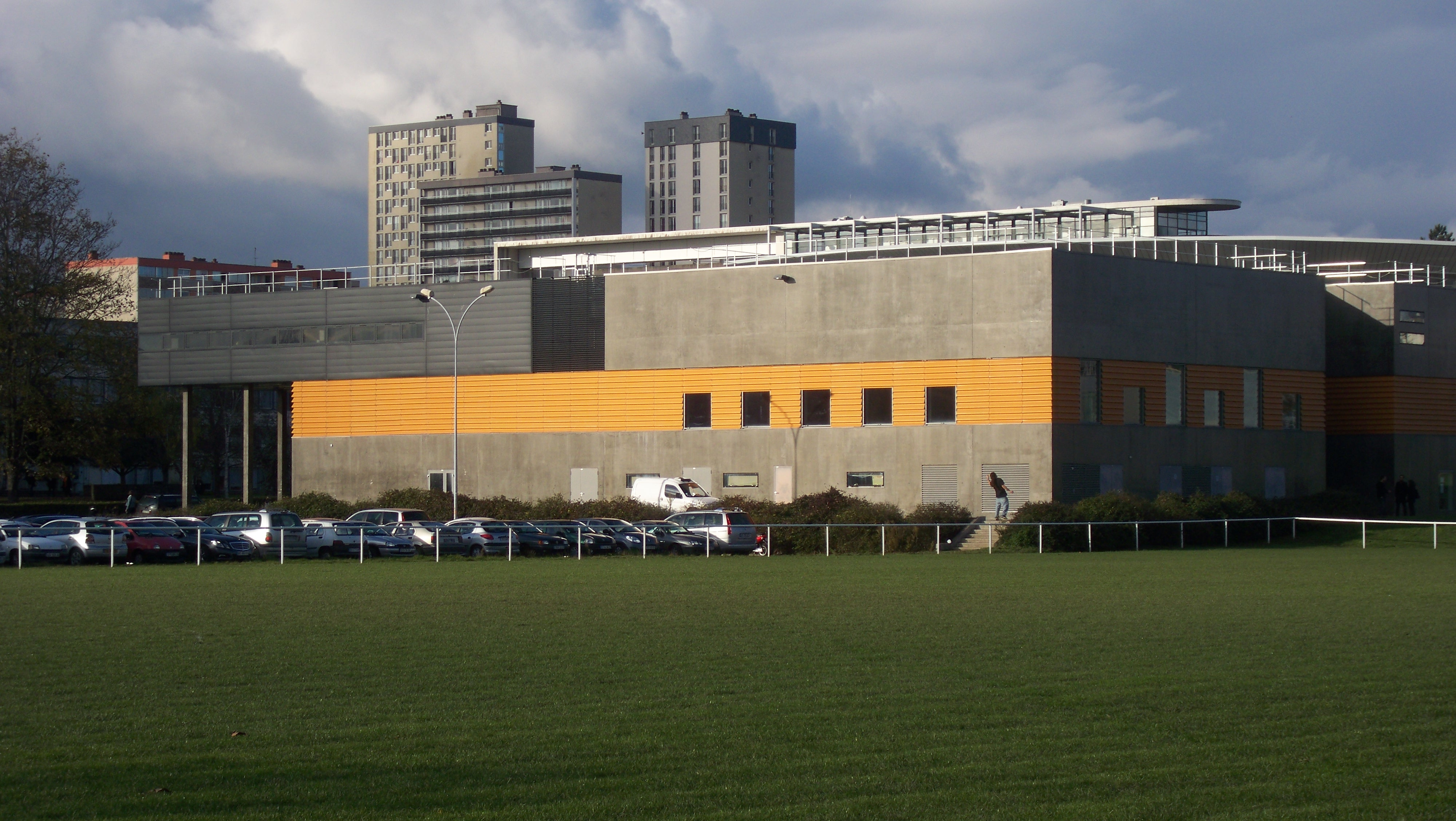
Bâtiment R sur le campus de Villejean à l'université de Rennes.

C Lab (anciennement Radio Campus Rennes) est une radio associative locale située à Rennes. Elle diffuse ses programmes en modulation de fréquence (FM) dans cette ville et sa périphérie, mais aussi sur Internet.

## Historique
Créée en février 1996, ses studios sont situés dans le bâtiment R (Ereve) et L de l'Université Rennes 2 sur le campus Villejean à Rennes.
Le Conseil Supérieur de l'Audiovisuel (CSA) attribue à Radio Campus Rennes sa fréquence définitive (88.4 FM) en 2001 lui permettant de diffuser ses programmes 24 heures sur 24 et 7 jours sur 7 toute l'année après plusieurs autorisations d'émettre temporaires entre 1996 et 2000.
En mars 2007, à l'occasion de la refonte de son site internet, la radio diffuse ses programmes en direct sur son site et a mis en place la réécoute de ses émissions en podcast.
Le 13 octobre 2015, le CSA renouvelle la fréquence 88.4 FM à Radio Campus Rennes pour quinze années supplémentaires.
En février 2016, la radio fête ses vingt années d'existence. Pour cela , la radio organise plusieurs évènements dans une dizaine de lieux rennais : concerts et DJ sets, marathon radiophonique, projection de film, émissions délocalisées...
En septembre 2016, Radio Campus Rennes change de nom et se rebaptise C Lab.
Le 2 juillet 2020, le CSA sélectionne C Lab pour la diffusion de la radio en DAB+ sur l'agglomération de Rennes.

## Identité de la station

### Présentation générale
C Lab, c'est près de 180 membres bénévoles qui animent l'antenne au travers d'émissions qu'elles soient musicales ou thématiques. 
C Lab est membre de Radio Campus France, fédération regroupant près de 30 stations basées dans les grandes villes universitaires ; de la Coordination des Radios Locales Associatives de Bretagne (CORLAB), fédération regroupant 18 radios associatives sur la Région Bretagne, et du Syndicat National des Radios Libres (SNRL)[source secondaire souhaitée].

### Missions
La mission principale de C Lab est de s'adresser à l'ensemble des étudiants rennais (près de 67 000 en 2020) mais l'aspect généraliste de la programmation de C Lab fait que celle-ci s'adresse à tous les habitants de Rennes et de sa métropole.
La formation aux métiers du journalisme et de la radio est aussi au coeur de l'activité de C Lab afin d'offrir aux bénévoles une première expérience et un tremplin pré-professionnel[source insuffisante] pour ceux qui poursuivent leur parcours dans le secteur des médias.
C Lab défend aussi des valeurs citoyennes et se donne pour missions d'animer la ville de Rennes et Rennes Métropole,,, de promouvoir les nouveaux talents. Elle assure également une mission d'éducation populaire en organisant des ateliers d'initiation radiophonique et d'éducation aux médias auprès de plusieurs publics[source secondaire souhaitée] (scolaires, universitaires, primo-arrivants, quartiers prioritaires…).

### Logos

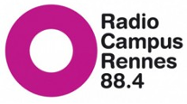
Logo entre 2008 et le 31 mai 2013
Logo entre mai 2013 aout 2016
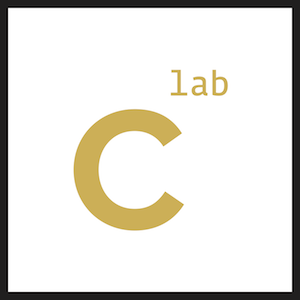
Logo depuis septembre 2016
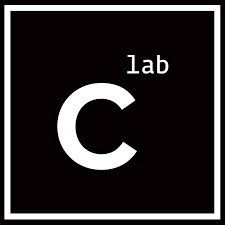
Deuxième version du logo de C Lab

## Programmes
La grille des programmes compte pas moins d'une cinquantaine d'émissions par semaine dont deux quotidiennes.

## Diffusion
| Dates       | Secteur | Technique                             | Site diffusion                                      | Ville diffusion | Diffuseur     | Journal Officiel |
| ----------- | ------- | ------------------------------------- | --------------------------------------------------- | --------------- | ------------- | ---------------- |
| 2001-2006   | Rennes  | FM 88.4                               | Avenue Gaston Berger Rennes                         | Rennes          | Autodiffusion | 2001-09          |
| 2006-2016   | Rennes  | FM 88.4                               | Rue du Clos Courtel Cesson Sévigné                  | Rennes          | TDF           | 2010-RE-03       |
| Depuis 2016 | Rennes  | FM 88.4                               | Rue du Chêne Morand Cesson Sévigné                  | Rennes          | TOWERCAST     | 2017-42          |
| 28/03/2023  | Rennes  | DAB+ Multiplex Rennes Local Canal 10D | 2, rue du Clos Courtel - CCETT, Cesson-Sévigné (35) | Rennes          | TDF           | 2022-309         |